# Dê Iceland
Dê Iceland, còn được gọi là dê định cư, là một giống dê cổ được cho là có nguồn gốc Na Uy và có niên đại từ cách đây hơn 1100 năm. Loài dê này đang trên bờ vực tuyệt chủng vào cuối thế kỷ 19, đã được phục hồi trước Thế chiến II, nhưng sau đó lại suy giảm một cách nghiêm trọng thêm một lần nữa. Tính đến năm 2003, có 348 con dê trong 48 đàn phân bố trên khắp phần lớn lãnh thổ Iceland. Vào cuối năm 2012, số đàn đã tăng lên 849. Kể từ khi giống này đã được phân lập trong nhiều thế kỷ, số lương dê Iceland được lai tạo cao. Dê Iceland rất hiếm ra bên ngoài vùng đất bản địa của nó. Dưới bộ lông dài và thô ráp có tác dụng bảo vệ, dê Iceland có một lớp lông len chất lượng cao. Dê Iceland được nuôi chủ yếu với vai trò vật nuôi và tiềm năng kinh tế của chúng với khả năng cho thịt, sữa, cashmere và sản xuất da thì vẫn cần nghiên cứu thêm. Dê Iceland hiện nay có giá trị kinh tế thấp.
Dê Iceland là loài động vật trang trại duy nhất được chính phủ Iceland tài trợ với mục đích đảm bảo sự sống còn của nó. Trong năm 2014, khoản trợ cấp hàng năm là 4.200 ISK (36 đô la Mỹ) cho mỗi con dê, cho tối đa 20 con dê, giảm từ 6.500 ISK (56 đô la Mỹ) cho mỗi con dê trong năm 2010, tùy thuộc vào chủ sở hữu gửi báo cáo cho mỗi con dê. Nông dân Jóhanna Bergmann Þorvaldsdóttir đã chăn nuôi dê Iceland để cứu nó khỏi bị tuyệt chủng.